# فرهاد بهبهانی
فرهاد بهبهانی دکترای شیمی و عضو سابق شورای مرکزی نهضت آزادی و شورای جمعیت دفاع از آزادی و حاکمیت ملت ایران است.
وی در سال ۱۳۶۹ به دلیل نوشتن نامه‌ای خطاب به اکبر هاشمی رفسنجانی (که به نامه ۹۰ امضایی مشهور شد) دستگیر و به زندان افتاد. او در کتاب دو خاطره از زندان شرح زندان و بازجویی‌های انجام شده در مورد خودش را شرح داده است. او همچنین در این کتاب به شرح شکنجه و آزار عابدی، روش‌های اخذ اعتراف تلویزیون و تدوین و اصلاحات مکرر و ضبط مصاحبه‌های تلویزیونی، با هدایت و حضور حسین شریعتمداری بعنوان سربازجو می‌پردازد.
کتاب خاطرات او با دستور دادستانی پس از چاپ جمع‌آوری شده و ناشر و کارکنان وزارت ارشاد که به آن مجوز داده بودند به به دادسرا احضار شدند و در این رابطه پرونده قضائی تشکیل شد.
او همچنین بار دیگر در سال ۱۳۸۵ دستگیر شد که شرح بازداشت و زندان خود را در کتابی بنام بار دیگر مهمان شدم نگاشته است. بهبهانی از زمره افرادی است که دارای گرایش‌های نواندیشی اسلامی بوده و از همراهان سید مصطفی حسینی طباطبایی در سفر حج در سال ۱۳۷۷ بود.

## تالیفات
1. دو خاطره از زندان در مهمانی حاجی آقا و داستان یک اعتراف - حمید بهبهانی، حبیب الل داوران- ۱۳۶۹ -امید فردا- شابک :‎۹۶۴-۳۱۶-۰۹۵-۵[۷][۸]
2. خواستیم و شد: خلع ید شرکت نفت ایران و انگلیس، چگونه رقم خورد- فرهاد بهبهانی -امید فردا[۹]
3. بار دیگر مهمان شدم -فرهاد بهبهانی- ۱۳۸۵- امید فردا-9648698171[۱۰]